# Otevřená Botallova dučej

V kroužku je otevřená Botallova dučej (PDA, ductus arteriosus patens). Botallova dučej je tepenná spojka mezi plicnicí a aortou, která má svou funkci pouze v krevním oběhu plodu, po narození zaniká a mění se v ligamentum arteriosum.

Otevřená Botallova tepenná dučej (ductus arteriosus patens) je acyanotická vrozená vada srdce, při které nedošlo k uzavření Botallovy tepenné dučeje (fetální dučej z plicnice do aorty) během prvních 24 hodin života. Přetrvává tedy normální fetální cirkulace, krev teče z aorty do plicnice (L-P zkrat) později se vznikem plicní hypertenze dochází i k reverzi zkratu na P-L (Eisenmengerova reakce) a ke vzniku cyanózy.
Je častější u předčasně narozených. Otevřená dučej může být různě široká a dlouhá a podle toho je široké spektrum závažnosti příznaků od náhodného šelestu po projevy těžkého akutního srdečního selhání.

## Klinický obraz
Malá dučej bývá asymptomatická. Velká dučej má za následek pomalý růst, neprospívání, kolabující periferní pulzace, srdeční selhání. Periferní pulzace jsou nápadně živé, prekordium je aktivní. Nápadná je klidová tachykardie a tachypnoe.
Poslechový nález se projevuje jako kontinuální systolicko-diastolický lokomotivový šelest (trojdobý rytmus) pod levým klíčkem, maximum šelestu v době II. ozvy (slyšíme nízkofrekvenční zvuk „sypajícího se koksu“).[zdroj?]
U nedonošenců s RDS (respiratory distress syndrom) může otevřená dučej vést k závislosti na umělé plicní ventilaci. U kojenců způsobuje oběhové selhání, projevující se výdechovou dušností z plicního edému.

## Diagnóza
- fyzikální nález
- ekg - objemové zatížení levé komory (horizontální rotace sklonu elektrické osy) a levé síně (mitrální vlna P)[3]
- echokardiografie
- rtg srdce - kardiomegalie, plicní pletora[1]

Přirozený průběh – závisí na velikosti dučeje. Široká krátká dučej způsobuje srdeční selhání, plicní hypertenze, projevy cyanózy dolní poloviny těla. Středně významná dučej může působit opakované respirační infekce, neprospívání. Úzká dučej potíže nepůsobí. Všichni pacienti jsou ohroženi rizikem infekční endokarditidy.

## Diferenciální diagnóza
Podobný klinický obraz mají pacienti s aortopulmonálním oknem (přímá komunikace vzestupné aorty a tr. pulmonalis).

## Terapie
- asymptomatické - observace, většina se spontánně uzavře (především u nedonošenců)[1]
- symptomatické
  - omezený příjem tekutin
  - zajištění dostatečného okysličení krve
  - léčba srdečního selhávání: furosemid
  - zvážit farmakologické uzavření: indometacin, ibuprofen
    - absolutní kontraindikace: srdeční vady, u kterých je otevřená dučej nutná pro přežití
    - vedlejší účinky: oligurie, retence tekutin a hyponatrémie díky sníženému průtoku krve ledvinami, snížený průtok krve mozkem, gastrointestinální komplikace (krvácení, ulcerace), krvácení (zhoršená funkce destiček), ikterus

  - chirurgická léčba (podvaz, protětí)[1]